# Палентини, Марселино
Марселино Палентини (исп. Marcelino Palentini SCI ; 17 сентября 1943 год, Кальдоньо, Италия — 18 сентября 2011 года, Сан-Сальвадор-де-Жужуй, Аргентина) — католический прелат, четвёртый епископ Жужуя с 11 июля 1995 года по 18 сентября 2011 года. Член монашеской конгрегации «Священники Святейшего Сердца Иисуса».

## Биография
Родился 17 сентября 1943 года в Кальдоньо, Италия. 27 июня 1970 года был рукоположён в священники для служения в служения в монашеской конгрегации «Священники Святейшего Сердца Иисуса».
11 июля 1995 года Римский папа Иоанн Павел II назначил его епископом Жужуя. 7 октября 1995 года в соборе Святейшего Спасителя в Сан-Сальвадор-де-Жужуе состоялось его рукоположение в епископы, которое совершил архиепископ-эмерит архиепархии Ресистенсии Хуан Хосе Ириарте в сослужении с архиепископом Ресистенсии Кармело Хуаном Киакинтой и епископом Умауаки Педро Марией Ольмедо Риверо.
В Конференции католических епископов Аргентины был членом Комитета по миссии и помощи нуждающимся регионам.
Скончался 18 сентября 2011 года после продолжительной болезни.